# Farinelli (filme)
Farinelli é um filme de drama biográfico ítalo-franco-belga de 1994 dirigido por Gérard Corbiau. Foi indicado ao Oscar de melhor filme estrangeiro na edição de 1995, representando a Bélgica.
No filme, o ator Stefano Dionisi, que interpreta o protagonista Farinelli, é dublado nas partes cantadas. Para reproduzir a particularíssima voz de um castrato, foram gravadas em separado e depois mixadas eletronicamente, as vozes da soprano polonesa Ewa Małas-Godlewska e do contratenor americano Derek Lee Ragin. Apenas em Lascia ch'io pianga, de  George Frideric Handel, a voz é de Małas-Godlewska, sem mixagem. 
O consultor musical do filme é Christophe Rousset, cravista e regente de orquestra francês, especialista em música barroca.

## Elenco
| Ator                             | Papel                  |
| -------------------------------- | ---------------------- |
| Stefano Dionisi                  | Carlo Maria Broschi    |
| Enrico Lo Verso                  | Riccardo Broschi       |
| Elsa Zylberstein                 | Alexandra              |
| Jeroen Krabbé                    | Georg Friedrich Händel |
| Caroline Cellier                 | Margaret Hunter        |
| Renaud du Peloux de Saint Romain | Benedict               |
| Omero Antonutti                  | Nicola Porpora         |
| Marianne Basler                  | Comtesse Mauer         |
| Pier Paolo Capponi               | Broschi                |
| Graham Valentine                 | Príncipe de Gales      |
| Jacques Boudet                   | Filipe V               |
| Delphine Zentout                 | jovem admirador        |